# Xã Kenyon, Quận Goodhue, Minnesota
Xã Kenyon (tiếng Anh: Kenyon Township) là một xã thuộc quận Goodhue, tiểu bang Minnesota, Hoa Kỳ. Năm 2010, dân số của xã này là 393 người.